# Acanthogilia
Acanthogilia là một chi thực vật có hoa trong họ Polemoniaceae.

## Loài
Chi Acanthogilia gồm các loài: